# Терновий Дмитро Олександрович
Дмитро́ Олекса́ндрович Терновий  — полковник, Міністерство внутрішніх справ України.

## Життєпис
Працював у Державній податковій службі України, міліції. З травня 2012 року — заступник начальника відділу внутрішньої безпеки в Чернігівській області Департаменту внутрішньої безпеки. З 2014-го — начальник відділу внутрішньої безпеки на Донецькій залізниці, департамент внутрішньої безпеки МВС України.
10 лютого 2015-го вдень біля села Логвинове у частині «дебальцівського виступу» на трасі між Дебальцевим і Артемівськом група офіцерів МВС, котрі їхали на двох автомобілях, підірвалася на фугасі, після того терористи влаштували засідку. Терновий від вибуху загинув, решта офіцерів зазнали поранень, у засідку тоді потрапили офіцери МВС на чолі з керівником міліції Львівської області Дмитром Загарією та командиром спецбатальйону «Львів» Ігорем Вольським. Офіцери кілька годин тримали оборону та зуміли з боєм прорватися назустріч підоспілій підмозі — бійці спецбатальйону «Львів» та підрозділ Нацгвардії провели 3 бойових рейди для порятунку, з третьої спроби група із 8 бійців батальйону «Львів» на чолі з командиром роти — за підтримки ЗСУ — деблокували офіцерів. Тоді ж загинув в. о. начальника Дебальцівського міського управління внутрішніх справ полковник міліції Євген Юханов.
Вдома лишилися дружина та донька. Похований 26 лютого 2015 року в Чернігові.

## Нагороди
За особисту мужність і героїзм, виявлені у захисті державного суверенітету та територіальної цілісності України, вірність військовій присязі під час російсько-української війни
- нагороджений орденом «За мужність» III ступеня (9.4.2015, посмертно).